# Malika Gaïd
Malika Gaïden (en arabe : مليكة قايد), née le 24 août 1933 à Belouizdad, est une militante indépendantiste et infirmière algérienne, tuée au sein du maquis par les troupes françaises le 28 juin 1957 à M'Chedallah, pendant la Guerre d'Algerie.

## Biographie
Malika est née à Belouizdad, une commune constituant de fait un quartier d’Alger, à 3 km environ au sud-est du centre de la capitale, le 24 août 1933. Elle est la benjamine d’une fratrie, comprenant notamment Mouloud et Tahar Gaïd. Tous ses frères et sœurs sont nés à Tamourth, c’est-à-dire au village de Thimenkache. Toute la famille acquiert des convictions indépendantistes. Son père, enseignant, quittant volontairement le corps de l’éducation coloniale pour rejoindre la société des Chemins de fer sur route d'Algérie (SCFRA), la famille s'installe à Belouizdad.
Elle étudie tout d’abord à l'école primaire à Alger, puis sa famille déménage à nouveau, à Bordj Bou Arreridj en 1942, où elle obtient un certificat d'études primaires en 1945. Admise à l’école paramédicale de Sétif, en 1948, elle en sort en 1951 avec un diplôme d’infirmière sage-femme et travaille ensuite à l’hôpital de Kherrata durant quelques mois. Elle est ensuite mutée à Lafayette (Bougaa), puis à Guenzet. Militante indépendantiste, elle fournit des médicaments, subtilisés à l’administration coloniale, aux moudjahidines.
Le 13 juin 1955, elle est contactée par le colonel Amirouche Aït Hamouda, qui dirige la wilaya III. Il lui demande de rejoindre les soldats de l’ALN. Elle répond favorablement à cet appel. Trois autres infirmières de la même promotion rejoignent aussi le maquis : Louisa Atouche, Fatma Zohra Oumedjkane et Yamina Cherrad. Elle gagne, avec Louisa Atouche, la vallée de la Soummam.
Elle assiste  au congrès de la Soummam, congrès clandestin du FLN tenu dans le village d'Ifri le 20 août 1956. Puis elle est engagée pour soigner les combattants indépendantistes algériens blessés. Elle meurt à vingt-quatre ans (à quelques semaines près), en juin 1957, dans une grotte servant d’hôpital, à proximité de M'Chedallah,. Combattante les armes à la main, elle défendait les blessés abrités dans cette grotte, lors d’une opération militaire française de grande envergure, dirigée par Marcel Bigeard, contre son maquis,.

## Hommages
Un lycée porte son nom à Sétif, une rue à Bouira et une rue principale à El Biar, sur les hauteurs d'Alger.

## Décorations
- Athir de l'ordre du Mérite national d'Algérie.